# Marcel Gros i Pueyo
Marcel Gros i Pueyo (Manresa, 1957) és un clown i pallasso. És un dels membres fundadors de la companyia Teatre Mòbil. Guionista, director, intèrpret, escenògraf, attrezzista i productor de totes les seves creacions, Marcel Gros ha treballat arreu de l'Estat espanyol amb espectacles per a tots els públics, caracteritzats per un humor intel·ligent i tranquil que permet diferents nivells de lectura. També té espectacles dirigits a l'espectador adult (Standby, Vibracions, Millors moments) i algun d'adreçat específicament a infants a partir de tres anys (Contes amagats, Minuts).
Marcel Gros ha participat en els següents espectacles: Meravellosament boig, Mira, mira! (1995), Llunàtic (1997), Marcel sol (2003), Calidoscòmic (2005), Giralluna l'embolic (2007), Inventari (2008), Minuts (2011), La gran A... Ventura (2011), Paperipècia (2013), Contes amagats, Fenomenal (1998), Millors moments, Standby (1998) i Universari (2016).

## Biografia
De ben petit s'afecciona a la música influenciat pel seu pare, trompetista ocasional en orquestres bagenques de ball. Gros estudià al Col·legi La Salle, abans de fer el COU a l'Institut Lluís de Peguera. Treballà al Banc Popular durant deu anys, després d' estudiar peritatge mercantil a l'acadèmia Tatjé Massegú. El 1980 s'inicia al món de l'espectacle amb el grup de rock M.T.B. (Monjos Tibetans Blancs) i el 1981 entra com a vocalista a l'Orquestra Mandarina. Fins a 1984 compagina l'Orquestra Mandarina i les actuacions amb la companyia d'animació i teatre de carrer El Setrill.
Marcel Gros va ser el primer Pau Pilot del Campi qui Jugui a Manresa. El 1984 funda amb Atilà Puig i Jordi Girabal la companyia Teatre Mòbil, amb la qual crea els muntatges Mutis, Sing-Sing i Prouta Comèdia. El 1991 deixa Teatre Mòbil per iniciar la seva aventura com a pallasso solista, però entre el 2001 i el 2013 dirigeix sis espectacles per a aquesta companyia.
Decideix ser pallasso després de fer un seminari a Roma amb Willy Colombaioni; amplià les tècniques amb Pierre Byland, Berti Tobias i Philippe Gaulier de l'escola Le Coque de París. Va aprendre tècniques teatrals aplicades al llenguatge del pallasso a l'Institut del Teatre de Barcelona. A partir de llavors s'inicia amb les seves pròpies creacions on treballa arreu de l'Estat espanyol amb espectacles per a tots els públics.
En col·laboració amb el grup Teiatru, el 2000 crea, dirigeix i actua a l'espectacle CD Clowns per al 9è Festival Internacional de Pallassos de Cornellà Memorial Charlie Rivel. En televisió, ha actuat setmanalment als programes de Jaume Barberà Paral·lel (C33, temporada 1998-1999) i Cosas que importan (TVE1, temporada 1999-2000).
Ha impartit cursos monogràfics de pallasso a l'Aula de Teatre de Manresa i a l'Aula de Teatre de Lleida.
De convençuda vocació gremial, és membre de CIATRE (Associació de Companyies de Teatre Professional de Catalunya), FAETEDA (Federación Estatal de Asociaciones de Empresas de Teatro y Danza) i de la TTP (Associació Professional de Teatre per a Tots els Públics).
Amb motiu del 25è aniversari de trajectòria professional presenta a la Sala Marsà de Tàrrega l'exposició «Una mica de poc» al desembre de 2016, en què trasllada a les arts plàstiques els seus universos personal i pallassesc.

## Estil
Marcel Gros s'ajusta a la tipologia del pallasso excèntric: solista, els seus oponents escènics són els objectes i les situacions. Però, així com l'excèntric sol ser pràcticament mut, Marcel Gros fa de la paraula un dels seus recursos més eficaços —aspecte que sovint li confereix caràcter d'humorista. Gros declarava que quan feia de vocalista a l'Orquestra Mandarina s'ho passava millor presentant les cançons que no pas cantant-les.
Pel que fa al discurs verbal, Marcel Gros posseeix el domini de la llengua. Els seus jocs de paraules són aparentment senzills però treballats. Aparentment blanques, les seves reflexions contenen una ironia i unes càrregues de profunditat de vegades només perceptibles pels adults.
Actua «a cara neta», sense maquillar, presentació que ja situa inconscientment l'espectador en una tessitura de llenguatge escènic més decantada al subtil que no pas al grotesc o a l'exageració habitual en els pallassos. A Marcel Gros, el nas vermell postís i la mida de les sabates li serveixen bàsicament com a elements referencials del gènere. Pel que fa al vestuari d'una gran part dels seus espectacles, també el podria usar en la vida civil. A banda d'aquests aspectes accessoris externs, és un artista que té totalment integrades l'essència i la filosofia del pallasso.
Treballa a partir de propostes molt simples, se sap moure en els registres més diversos i barreja elements visuals, irreals, surrealistes, poètics, simbòlics o prosaics. Condueix la percepció de l'espectador cap a territoris inesperats i li activa la imaginació per les vies de la derisió, el lirisme o l'esgarrifança. S'exhibeix manipulant i transformant tota mena d'objectes: sota el seu influx, globus, cubells, parracs, escombres, paperots o pots de llauna es poden convertir en qualsevol altre utensili, icona o concepte, i adquirir una personalitat escènica immediatament acceptada per l'espectador.

## Premis[2]
- Rialles (Òmnium Cultural) per l'espectacle Fenomenal (1998).
- Menció d'honor al Festival Internacional de Pallassos de Cornellà (2000).
- Millor espectacle de sala per Standby (Fira Tàrrega 2000).
- Bages de Cultura (Òmnium Cultural), 2001.
- Millor espectacle de la Mostra d'Igualada 2008.
- Mejor espectáculo Castilla La Mancha per La gran A...ventura.
- Sabatot Alegre (Setmana del Pallasso de Castellar del Vallès), 2012.